# Mammillaria humboldtii
Mammillaria humboldtii är en kaktusväxtart som beskrevs av Christian Gottfried Ehrenberg. Mammillaria humboldtii ingår i släktet Mammillaria och familjen kaktusväxter. Inga underarter finns listade i Catalogue of Life.